# Harry Bates (Bildhauer)

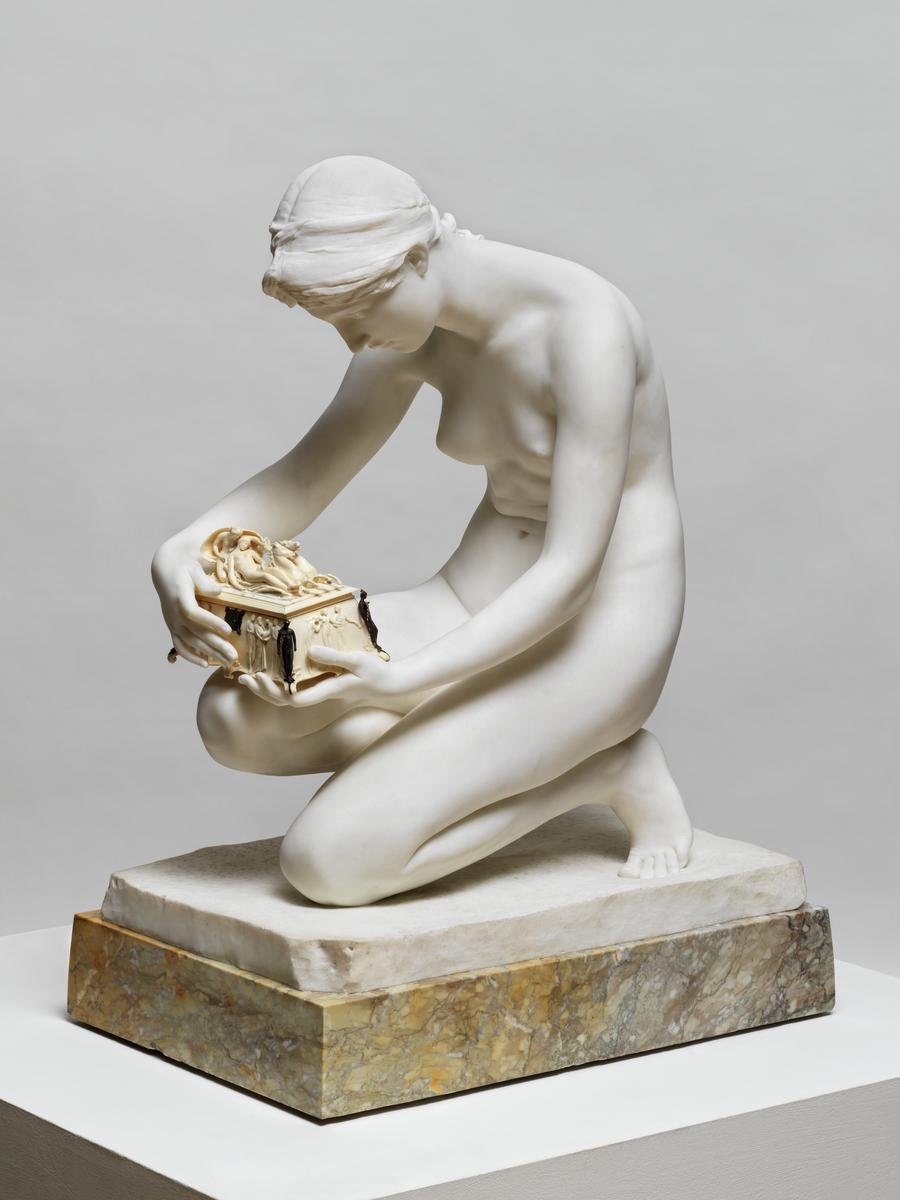
Harry Bates: Pandora, 1891, (Marmor, Elfenbein und Bronze). Tate Gallery, London

Harry Bates (* 26. April 1850 in Stevenage, Hertfordshire; † 30. Januar 1899 in London) war ein britischer Bildhauer und eine zentrale Figur der New-Sculpture-Bewegung am Ende des 19. Jahrhunderts. Seine Werke zeichnen sich durch eine Kombination von klassischen Themen, naturalistischer Darstellung und dekorativen Elementen aus.

## Leben
Harry Bates wurde 1850 in Stevenage, Hertfordshire, geboren. Ab 1869 absolvierte er eine Ausbildung zum Steinmetz bei der Firma Farmer & Brindley, die auf Bauplastik spezialisiert war. Von 1879 bis 1881 studierte er an der Lambeth School of Art in London bei Jules Dalou. Anschließend setzte er seine Ausbildung an den Royal Academy Schools fort, wo er 1883 eine Goldmedaille und ein Reisestipendium erhielt. Von 1883 bis 1885 lebte Bates in Paris, wo er ein Atelier unterhielt und Unterricht bei Auguste Rodin nahm. Nach seiner Rückkehr nach London 1885 etablierte sich Harry Bates als Bildhauer, der sich auf Reliefs und monumentale Skulpturen konzentrierte. 1892 wurde er zum Mitglied der Royal Academy gewählt. Harry Bates starb am 30. Januar 1899 in seinem Haus in 10 Hall Road, St. John’s Wood, London. Er wurde am 4. Februar 1899 in seinem Geburtsort Stevenage beigesetzt.

## Werk

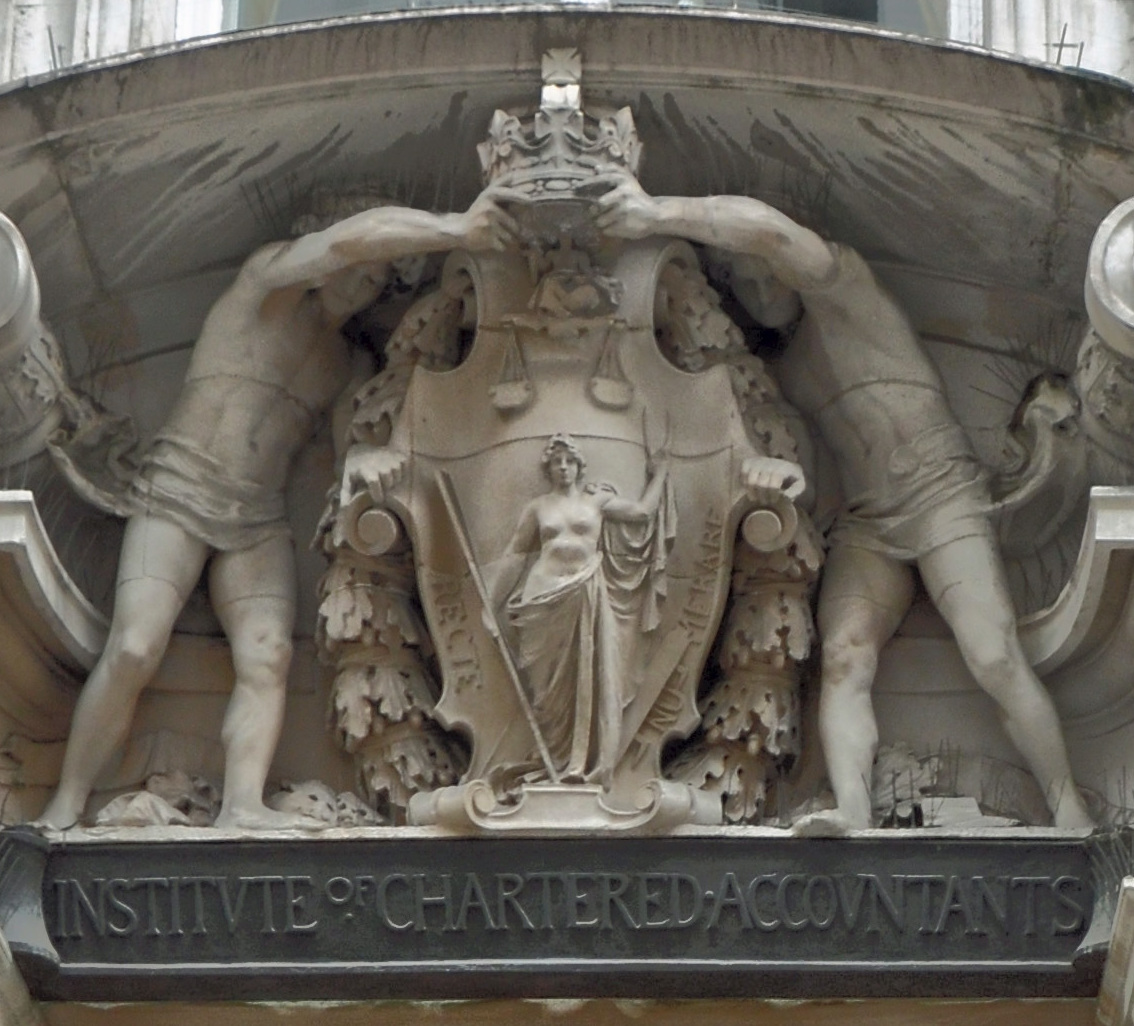
Boys with Coat of Arms von Harry Bates. Moorgate Place, Eingang von Chartered Accountants’ Hall, London

Harry Bates war ein wichtiger Vertreter der New Sculpture-Bewegung, die sich durch eine dynamischere und naturalistischere Darstellung in der Bildhauerei auszeichnete. Seine Werke verbinden klassische Themen mit innovativen Materialien und Techniken. Eines seiner bekanntesten Werke ist die Skulptur Pandora (1890), eine Kombination aus Marmor, Elfenbein und Bronze. Sie wurde 1891 von den Chantrey Trustees erworben und befindet sich heute in der Tate Britain. Ein weiteres bedeutendes Werk ist das Triptychon The Story of Psyche (1887), das aus drei Reliefs aus Silberbronze besteht und in der Walker Art Gallery in Liverpool ausgestellt ist. Harry Bates’ monumentale Skulptur Hounds in Leash (1889) zeigt zwei Jagdhunde und demonstriert seine Fähigkeit, Bewegung und Muskulatur realistisch darzustellen. Diese Skulptur ist auch in der Tate Britain zu sehen. Zu seinen weiteren Werken gehören:
- Aeneas (1885)
- Homer (1886)
- Rhodope (1887)
- Maharaja of Mysore (1891), Mysore, Indien
- Lord Roberts Memorial (1896), Kolkata, Indien
- Queen Victoria (1899), Albert Square, Dundee

Harry Bates experimentierte mit verschiedenen Materialien und Techniken, darunter Polychromie und die Kombination von Marmor, Bronze und Elfenbein. Seine Arbeiten zeigen Einflüsse der französischen Romantik, des Symbolismus sowie der Präraffaeliten und der Arts and Crafts-Bewegung.